# باشگاه بسکتبال ستاره سرخ بلگراد
باشگاه بسکتبال ستاره سرخ بلگراد (انگلیسی: KK Crvena zvezda) یک باشگاه بسکتبال حرفه ای مستقر در بلگراد است. این باشگاه از تیم‌های قدیمی در بسکتبال اروپا به‌شمار می‌رود و تا به حال ۱۵ بار قهرمان لیگ صربستان شده‌است.